# Pravo vlasništva
Pravo vlasništva je stvarno pravo na određenoj stvari koje ovlašćuje svoga nositelja da s tom stvari i koristima od nje čini što ga je volja te da svakoga drugoga od toga isključi, ako to nije protivno tuđim pravima ni zakonskim ograničenjima. Vlasnik ima pravo posjedovanja, uporabe, korištenja i raspolaganja svojom stvari. Vlasnik stvari, ipak, ne smije izvršavati svoje pravo vlasništva preko granica koje su svim vlasnicima takvih stvari postavljene na temelju zakona radi zaštite interesa i sigurnosti države, prirode, ljudskoga okoliša i zdravlja ljudi.
Pravo vlasništva može se odnositi na nekretnine i pokretne stvari. Prema propisima u pomorstvu i zračnom prometu, brodovi i avioni - makar su očito pokretne stvari - zbog visoke su vrijednosti stavljeni u pravni režim koji nalikuje onome što ga imaju nekretnine. 
Udjeli u dioničkim društvima ("dionice") i određene druge tzv. "vrijednosnice" u pravnom smislu se smatraju pokretnim stvarima, slijedom čega mogu biti predmet vlasništva - te se onda mogu kupovati, zalagati i sl. Kod izvornih pravnih rješenja iz prošlosti, uvijek se izdavao tzv. vrijednosni papir, koji je doista bio pokretna stvar: potom je vlasnik ili nositelj ograničenih stvarnih prava na vrijednosnom papiru imao stanovita druga ovlaštenja (npr. pravo da sudjeluje kod isplate dobiti dioničkog društva). Danas se takvi vrijednosni papiri u fizičkom obliku rijetko izdaju - uglavnom bude riječ o pukim računalnim zapisima kod primjerice Središnjeg depozitorija nematerijaliziranih vrijednosnih papira. Za takve nematerijalne "vrijednosne papire"
uobičajeno je fingirati (od "fikcija" - u pravu termin koji govori o pretpostavci da postoji nešto što sigurno nije istina, npr. postoji fikcija da je nekoj osobi koja se nalazi u Argentini doista dostavljeno kakvo rješenje, nakon što je akt izvješen na oglasnoj ploči suda u Bjelovaru) da su stvari. Pomoću takve pravne fikcije omogućeno je preprodaja, zalaganje i slični uobičajeni poslovi s vrijednosnicama.
Vlasništvo je pravo koje svojem nositelju daje najširi opseg ovlaštenja, među tzv. "stvarnim pravima" (u toj pravnoj sintagmi riječ "stvarna"/lat. "realna" označava da je riječ o pravima koje se odnose na - stvari). Stvarna prava koja su manjeg dosega naziva pravna struka "ograničena stvarna prava"; takav termin se koristi i u samom tekstu Zakona o vlasništvu i drugim stvarnim pravima (čl. 151. ZOVDSP i drugdje). Među ograničenim stvarnim pravima najčešći su založno pravo i razne služnosti. Ograničena stvarna prava se smatraju "teretom" na stvari, koja u stanovitoj mjeri ograničavaju pravo vlasništva: u principu bi stvar uvijek trebala imati vlasnika, a mogu (i ne moraju) biti opterećena ograničenim stvarnim pravima.
Ustav Republike Hrvatske u čl. 48. jamči pravo vlasništva, uz važan dodatak: "Vlasništvo obvezuje. Nositelji vlasničkog prava i njihovi korisnici dužni su pridonositi općem dobru.". Slično propisuje i Europska konvencija za zaštitu ljudskih prava i temeljnih sloboda, i opet uz važan dodatak gdje se objašnjava da postoji također: "pravo države da primijeni zakone koje smatra potrebnima da bi uredila upotrebu vlasništva u skladu s općim interesom ili za osiguranje plaćanja poreza ili drugih doprinosa ili kazni

## Stjecanje prava vlasništva
Pravo vlasništva može se steći (1) po samom zakonu (stvaranjem nove stvari, spajanjem, miješanjem, dosjelošću, stjecanjem od nevlasnika, tzv. okupacijom ničije stvari, ubiranjem plodova sa stabala koje nevlasnik drži u posjedu i dr.), (2) na temelju pravnog posla (primjerice ugovor o kupoprodaji), (3) odlukom nadležnog tijela (npr. županijske vlasti provedu izvlaštenje neke nekretnine, za korist Općine, ili pak za korist Republike Hrvatske; pritom Općina ili RH steknu vlasništvo te nekretnine a njen dosadašnji vlasnik načelno može steći vlasništvo neke jednakovrijedne nekretnine koja mu je dana kao kompenzacija) i (4) nasljeđivanjem.

## Karakteristike prava vlasništva
U pravnoj literaturi, navode se ovakve osobine prava vlasništva: 

a) Jedinstvenost prava vlasništva - s gledišta subjekta očituje se u tome da je skup vlasničkih ovlaštenja vezan uz jednog subjekta (vlasnika); ako se pojavi više subjekata (Suvlasništvo, ili srodni institut zajedničkog vlasništva), pravni sustav se prema njima ponaša kao prema nositeljima jednog jedinog prava vlasništva - tj. točno onako, kao da stvar ima jednog jedinog vlasnika;
b) Maksimalna dispozitivnost - znači da jedino pravo vlasništva obuhvaća cjelokupnost ovlaštenja koja se odnose na stvar. Jedino vlasnik može pravno potpuno raspolagati sa stvarju poslovima inter vivos i mortis causa. Ponekad se ovo obilježje naziva apsolutnost (nije pogodno jer apsolutnost isključuje ograničenja koja su neminovna);
c) Isključivost - što znači da vlasnik na temelju svog subjektivnog prava može svakom onemogućiti bilo kakav utjecaj na objekt svojega vlasništva; u praksi sami vlasnici često pristaju, a javne vlasti ponekad i prisilno određuju, razna ograničenja prava vlasništva - npr. uspostavljaju se na stvarima založna prava, stvari se daju u najam i slično;
d) Jednovrsnost - dakle postoji samo jedna jedina vrsta prava vlasništva kao rezultat nedjeljivosti sadržaja prava vlasništva(v. opaske dolje u ovom članku)
e) Rekadentnost (elastičnost) - znači da se pravo vlasništva automatski vraća u svoj prvobitni obujam čim otpadnu ograničenja koja su na njemu postojala. Ova se osobina naziva još i "elastičnost prava vlasništva".
Ovakvo pravno sagledavanje prava vlasništva plod je velikih kodifikacija građanskog prava iz 19. stoljeća, kada se nastojalo udaljiti od višeslojnog, nejedinstvenog, nejednovrsnog i neisključivog tipa vlasništva iz feudalnog doba (na istoj zemlji je pravo imao seljak, pa "neposredno nadređeni" feudalni gospodar, pa vojvoda, pa kralj ... svaki od tih "slojeva" je mogao imati više subjekata u korporativnim odnosima, tipično članovi iste seljačke ili plemićke obitelji koji su imali stanovita prava uz najstarijeg nositelja određenog tipa vlasništva - zapravo je pravo vlasništva bilo prisno povezano s teritorijalnom vlašću). Ovakve stroge osobine vlasništva su pravnici u prošlosti voljeli pripisivati čistoj formi vlasništva ("dominium") koja je navodno postojala u rimskom pravu - što zapravo i nije posve točno, jer je i rimsko pravo imalo osobita pravna uređenja za kategorije stvari poput groblja i pokretnina koje su ukopane s pokojnicima, u pogledu gradskih zidina i drugih utvrda, u pogledu hramova i pokretnina namijenjenih sakralnoj upotrebi.
Daljnji razvoj prava tijekom 20. stoljeća je uvelike razblažio tako "idealno" postavljenu sliku vlasništva. Osobito je osobina jednovrsnosti prava vlasništva postala tek kategorijom iz udžbenika: ostvarivanje vlasništva na raznim kategorijama imovine od posebne važnosti detaljno je uređeno posebnim zakonima. Tako su npr. vlasništvo nad javnim cestama, nad šumama, nad poljoprivrednim zemljištem, nad nekretninama u nacionalnim parkovima, nad spomenicima kulture (npr. kućama u starogradskim jezgrama) podvrgnuti raznim ograničenjima i formalnostima kojima "obične" stvari ne podliježu. Umjetnine i druga autorska djela su u stanovitoj mjeri zahvaćene autorskim i srodnim pravima. Razne vrste infrastrukture (telekomunikacijski vodovi, elektroenergetska mreža, sustav vodovoda i kanalizacije i dr.) su također pod vrlo osobitim režimima regulacije.
Jednovrsnost prava vlasništva nije, međutim, dirana: nakon što su velike građanskopravne kodifikacije tijekom većeg dijela 19. stoljeća gotovo dokrajčile u Europi uobičajene korporativne odnose, krajem 19. i početkom stoljeća su živu potrebu za korporativnim odnosima nanovo zadovoljene novostvorenim ustanovama trgovačkog prava - međutim se međusobni odnosi između članova trgovačkih društava ne uređuju u sklopu stvarnog prava (te većina pravnih pisaca nije sklona prava dioničara banke promatrati kao "vlasništvo", makar će čak i eksperti u bankarstvu - kako ekonomisti, tako i pravnici - za dioničare kolokvijalno reći da su "vlasnici banke"), nego se njihovi odnosi uređuju složenim propisima trgovačkog prava. Stoga "vlasnici banke" nemaju nikakva izravna vlasnička ili druga stvarna prava na zgradama i drugoj imovini tog trgovačkog društva: vlasnik ili suvlasnik tih stvari je trgovačko društvo, a dioničari ("članovi trgovačkog društva") nemaju baš nikakvu mogućnost da mimo trgovačkog društva na bilo koji način posjeduju ili uopće išta poduzimaju u pogledu takve imovine.
Također je "maksimalna dispozitivnost" jako ograničena npr. institutom izvlaštenja - ali i cijelim nizom drugih propisa.

## Zaštita prava vlasništva
Tipični način zaštite prava vlasništva je tzv. "prava vlasnička tužba za povrat stvari" ("reivindikacija", u Hrvatskoj regulirana u čl. 162. ZOVDSP), gdje vlasnik koji raspolaže javnim ispravama ili drugim nesumnjivim dokazima da je vlasnik stvari (ili kojemu tuženik barem ne osporava vlasništvo) traži od suda da naloži osobi koja ga smeta da mu vrati stvar u posjed. Kada takvi nesumnjivi dokazi manjkaju - što nije rijedak slučaj, osobito kada su posrijedi pokretnine - često se pribjegava zaštiti tzv. "predmnijevanog vlasništva" ("publicijanska tužba", u Hrvatskoj regulirana u čl. 166. ZOVDSP), gdje osoba koja tvrdi da je vlasnik treba jedino dokazati da raspolaže jačim tzv. pravnim naslovom od osobe koja mu je oduzela stvar. Postoji još nekoliko vrsta tzv. "vlasničkih tužbi", koje se koriste ovisno o vrsti smetanja vlasništva i dokaza o vlasništvu kojima vlasnik raspolaže.
Zaštita vlasništva na stvarima u pravilu se preklapa s posjedovnom zaštitom, čije su osnove uređene u Hrvatskoj u čl. 21. – 26. ZOVDSP. Kod posjedovne zaštite, svaka osoba koja na određeni način ima stvar u vlasti može zahtijevati da mu su se stvar vrati, ili da se prestane na drugi način "smetati posjed" stvari. Najčešći - makar u pravnom sustavu ne osobito ohrabrivani - način zaštite posjeda je tzv. samopomoć: zaštita posjeda stvari putem "dopuštene samopomoći" (čl. 27. ZOVDSP) može uključivati vrlo ograničenu upotrebu sile, najčešće se takva zaštita izvrši na način da se naprosto verbalno zatraži svoju stvar natrag, ili se poduzme neke banalne fizičke radnje poput stavljanja lokota na vrata vrta u kojemu nepozvane osobe beru trešnje.

## Društveni značaj vlasništva
U liberalnoj demokraciji, smatra se pravo vlasništva jednim od temeljnih ljudskih prava, koje stvara gospodarsku osnovu za ostvarivanje ljudskih sloboda. Ukazuje se, ipak, da je izvršavanje prava vlasništva uvijek ograničeno poštovanjem prava drugih osoba; te da nositelji prava vlasništva imaju uz to pravo vezane obveze pridonošenja općem dobru, u prvom redu putem plaćanja poreza iz gospodarskih aktivnosti u koje su ušli zahvaljujući činjenicu da u vlasništvu imaju dobra koja su pogodna za ostvarivanje zarade.
Socijalisti, pak, smatraju vlasništvo glavnom zaprjekom pune realizacije ljudske slobode: oni uočavaju da povodom vlasništva nastaju razlike u socijalnoj moći između bogatih i siromašnih, te ukazuju da bogati zahvaljujući vlasništvu iskorištavaju siromašne. U praksi su komunisti razvili socijalistička društva u kojima je privatno vlasništvo u gospodarstvu bilo (u najvećoj mjeri) doista ukinuto - te su onda ostvarili društva koja su sebe smatrala demokratskima (te čak stavljali pridjev "demokratski" u ime država kojima su vladali, poput Njemačke Demokratske Republike) - ali koje se realnom analizom pokazuju kao totalitarna. Neki socijalisti danas smatraju da bi se vlasništvo ipak moglo ukinuti i bez onakvih posljedica kakve su ostvarene u komunističkim vladavinama. 
Društva koja nisu ni liberalna, ni socijalistička - poput primjerice onih u islamskim zemljama današnjice - u pravilu prihvaćaju vlasništvo kao nezaobilaznu osnovu društvenog poretka. 

## Vanjske poveznice
- Deložacija